# Andrzej Pilipiuk
Andrzej Pilipiuk (Varsovia, 20 de marzo de 1974) es un escritor de literatura fantástica polaca. Ganador del Premio Literario Janusz A. Zajdel en el 2002. De profesión arqueólogo.

## Libros publicados

### Novela
- Operativo Día de la Resurrección (Operacja Dzień Wskrzeszenia), Fabryka Słów, 2006[1]
- El monstruo de las ruinas (Upiór w ruderze), Editorial Fabryka Słów, 2020[2]

### Series noveladas
- El señor carrito (Pan Samochodzik), 1999 - 2005.
- Serie sobre Jakub Wędrowycz (Cykl o Jakubie Wędrowyczu), Editorial Fabryka Słów, 2001 - 2016.
- Las primas (Kuzynki), Editorial Fabryka Słów, 2003 - 2014.[3]
- Diario noruego (Norweski dziennik), Editorial Fabryka Słów, 2005 - 2007.[4]
- El ojo del ciervo (Oko jelenia), Editorial Fabryka Słów, 2008 - 2011
- El vampiro de... (Wampir z...), Lublin, Editorial Fabryka Słów, 2011 - 2018.

### Relatos reunidos
- 2586 pasos (2586 kroków), Editorial Fabryka Słów, 2007.[5]
- Fiebre roja (Czerwona gorączka), Editorial Fabryka Słów, 2007
- Carnicero de árboles (Rzeźnik drzew), Editorial Fabryka Słów, 2009
- Aparatus, Editorial Fabryka Słów, 2011.[6]
- El zapatero de Lichtenrade (Szewc z Lichtenrade), Editorial Fabryka Słów, 2012.[7]
- La cantimplora zarista (Carska manierka), Lublin, Editorial Fabryka Słów, 2013.[8]
- La reputación (Reputacja), Editorial Fabryka Słów, 2015.[9]
- Un litro de plomo líquido (Litr ciekłego ołowiu), Lublin, Editorial Fabryka Słów, 2016.[9]
- La lobera (Wilcze leże), Editorial Fabryka Słów, 2017.[9]
- Bosque malo (Zły las), Editorial Fabryka Słów, 2019.[9]
- El amigo del hombre (Przyjaciel człowieka), Editorial Fabryka Słów, 2020.[10]

### Manual
- Más cerca del mundo: conocimiento de la sociedad: educación ciudadana, educación por una participación activa en la vida económica (Bliżej świata: wiedza o społeczeństwie dla gimnazjum: wychowanie obywatelskie, wychowanie do aktywnego udziału w życiu gospodarczym) – manual de Educación Cívica para los alumnos de educación secundaria. En coautoría con Maria Wesołowska-Starnawska. ISBN 83-88558-61-7